# Beitstadfjord
Le Beitstadfjord (Beitstadfjorden) est un fjord norvégien. Il s'agit du bras le plus à l'intérieur des terres du Trondheimsfjord, qui débouche dans la mer de Norvège. 
Il se situe sur les municipalités de Steinkjer, Inderøy, Verran et Mosvik. Le fjord mesure 28 km de long, du Sud-Ouest au Nord-Est, et jusqu'à 8 km de large. Le fjord commence au détroit de Skarn au Sud et s'étend vers le Nord-Est jusqu'à la ville de Steinkjer.